# جيمس ت. كونواي
جيمس تيري كونواي (بالإنجليزية: James Terry Conway)‏ (ولد في 26 ديسمبر 1947) فريق أول من أربع نجوم متقاعد من قوات مشاة بحرية الولايات المتحدة الذي كان القائد الرابع والثلاثون للقوات البحرية. من بين مهامه السابقة مدير العمليات بشأن رؤساء الأركان المشتركة والقائد العام للفرقة البحرية الأولى وقوة المشاة البحرية وشارك في غزو العراق ومعركة الفلوجة الأولى في العراق في عام 2003 وقام ببناء قاعدة عسكرية على أنقاض بابل.
تولى قيادة الكتيبة الثالثة من قوات المارينز الثانية من خلال نشرها لمدة ثمانية أشهر في جنوب غرب آسيا خلال حرب الخليج الثانية.
كان قائد قوة المشاة البحرية خلال جولتين قتاليتين في العراق مع 60,000 جندي تحت قيادته بما في ذلك المارينز والجنود والبحارة والقوات البريطانية. في كتابه "حرب العراق" وصف كونواي بأنه "كبير وبرتقالي وقاريء جيد ومتعلم جيدا..... كان يمثل الصفات الفضلى في سلاح البحرية الأمريكي الجديد الذي كان يقوده الفريق الأول ألفريد م. غراي الابن.

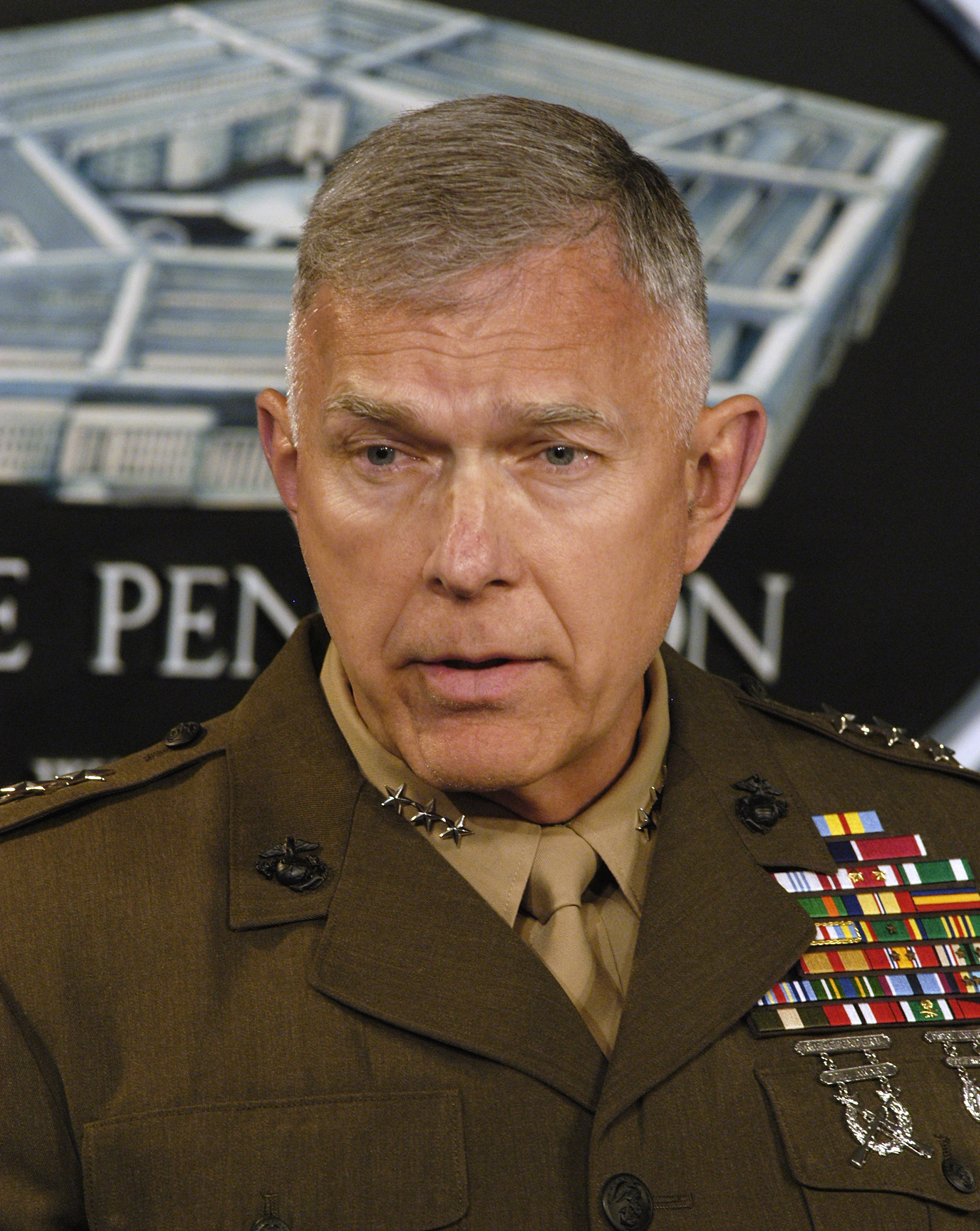
كونواي ردا على الأسئلة في مؤتمر صحفي للبنتاغون، يونيو 2005.

في مقابلة صحفية في 30 مايو 2003 تم سؤال كونواي حول الفشل في تحديد أسلحة الدمار الشامل في العراق. فأجاب:
قام جنود مشاة البحرية الأمريكية التابعون لقوة المشاة البحرية الأولى بقيادة كونواي بتشييد القاعدة العسكرية «كامب ألفا» على أطلال بابل القديمة بعد الغزو. على الرغم من أن متحدثا باسم الجيش الأمريكي ادعى أن المشروع نوقش مع «رئيس متحف بابل» فإن بناء القاعدة ووجه بانتقادات شديدة من علماء الآثار الذين يدعون أنه تسبب بضرر لا يمكن إصلاحه لأحد أهم المواقع في العالم. وصف الدكتور جون كورتيس من قسم الشرق الأدنى للمتحف البريطاني كيف تم تطويق أجزاء الموقع الأثري وتمهيده لإنشاء مهبط للطائرات بالإضافة إلى مواقف للمركبات الثقيلة. قال دوني جورج رئيس مجلس الدولة العراقي للتراث والآثار أن «الفوضى سوف تستغرق عقود لتصنيفها».